# メディアドゥ
株式会社メディアドゥ（英: MEDIA DO Co.,Ltd.）は、著作物のデジタル流通を営む日本の企業。2025年現在、国内最大手の電子書籍流通事業者である。

## 概要
徳島県木頭村出身の藤田恭嗣が、名城大学在学中の1994年に携帯電話の販売事業として創業。1996年に大学卒業と共に有限会社フジテクノを設立。1999年に携帯電話を販売する店舗展開及びインターネットサービス事業を目的として株式会社メディアドゥを設立。2000年にはインターネット事業に参入し、2004年に音楽配信事業、2006年に電子書籍事業を開始。2014年から世界最大手の電子図書館プラットフォームを提供する米国OverDrive社と共同で日本国内向けの電子図書館事業「OverDrive Japan」を展開。
電子書籍流通システム「DB4」、電子書店を簡易に構築できるストアシステム「MDCMS」、タテヨコ自在読み機能「ユニバーサルフリック」を搭載したビューアアプリ（閲覧ソフト）の「MD Viewer」などの電子書籍配信ソリューションを提供。また電子書籍配信に必要なソリューションをパッケージ化したコンテンツ配信プラットフォーム「コンテンツアグリゲーションシステム（CAS）」を提供。
2019年8月にポプラ社よりキャラクターコンテンツ系のグッズ・書籍を展開するジャイブ株式会社を買収、2019年9月に宙出版より少女コミックレーベルを刊行するネクスト編集部（ネクストF）を譲受、2021年8月に『週刊漫画ゴラク』で知られる日本文芸社を買収、2021年12月に小説投稿サイトで知られるエブリスタを買収するなど、「インプリント」を掲げて複数の出版社を傘下に迎えている。
2022年7月、クレディセゾンと業務提携。自社で運営していた電子書店「コミなび」が、クレディセゾンの会員向けプラン「セゾンコース」を主軸とする「まんがセゾン」にリニューアル。
2025年2月、電子書籍大手の「めちゃコミック」を運営する株式会社アムタスと業務提携し、エブリスタをアムタスに譲渡した。

### 主な事業
メディアドゥの電子書籍事業は、
- 電子書店への取次販売（書籍ファイルの提供のみで、電子書籍販売システムは提供しない）
- パートナー企業への電子書籍の取次販売、および電子書籍販売システムの提供（パートナー企業と電子書店の共同運営を行う）
- 自社による電子書店の運営

の3つにサービス形態に分れる。
2023年現在の主力サービスは「電子書籍取次」で、出版社から提供された電子書籍のデータを「紀伊國屋書店」「Amazon Kindle」「コミックシーモア」といった大手電子書店に届けている。
他社向け電子書籍販売サービス提供としては、フィーチャーホン時代のNTTドコモのdブックにシステムを提供していた。スマホ時代では、大手の「LINEマンガ」にシステムを提供していたのが代表的だったが、2023年にLINEとヤフーの経営統合に伴い、新たに誕生したLINEヤフーではヤフー系のイーブックイニシアティブジャパンのシステムに一本化されることになったため、大きな経営の痛手となった。そのほか、2013年よりアムタスが「めちゃコミ」とは別に運営していた「ekubostore」というストアにシステムを提供していたことがあったが、いつのまにか終了した。
自社での電子書籍販売サービスとしては、2006年11月よりフィーチャーフォン向けに電子書籍サービス「めちゃ★コミ」を展開していたが、大手の「めちゃコミックス」（2006年11月にサービス開始、2012年8月より「めちゃコミック」に名称変更、通称「めちゃコミ」）と紛らわしいので2014年1月に「コミなび」に名称を変更し、2022年7月にクレディセゾンの出資を受けたことに伴い、さらに「まんがセゾン」に名称を変更した。

## 沿革
- 1996年4月 - 藤田恭嗣が有限会社フジテクノ（名古屋市中村区）を設立し、開業[1]。
- 1998年3月 - 有限会社フジテクノを株式会社フジテクノへ組織変更。
- 1999年4月 - 名古屋市中村区において、携帯電話を販売する店舗展開及びインターネットサービス事業を目的として株式会社メディアドゥを設立（資本金1,000万円）[1]。
- 2000年10月 - パケット通信量削減システム「パケ割」を開発。
- 2001年
  - 3月 - フィフティーフォーと共同でパケット通信量削減システム「パケ割」サービス提供開始[5]。
  - 11月 - メディアドゥがフジテクノを吸収合併し、本社を名古屋市中村区名駅南に移転[1]。
- 2003年
  - 10月 - 携帯電話販売事業をテレコム三洋株式会社（のちにティーガイアへ吸収合併）へ売却。
  - 11月 -  東京都新宿区西新宿に東京営業所を開設。
- 2004年
  - 2月 - エクスゲートを100％出資の子会社として設立。
  - 7月 - 着うた配信サービス「レゲエZION」「ホンモノ洋楽！まじうた。」「ミュージックフリーク！」サービス開始。
- 2005年
  - 2月 - 連結子会社であるエクスゲートを吸収合併。
  - 3月8日 - 着うたフルサービス「まじうた+レゲエZION（現・レゲエZIONフル）」サービス開始。
- 2006年
  - 9月4日 - 着うたフルサービス「ミュージックフリーク！フル」を開始。
  - 10月 - コンテンツ配信システム「md-dc」を開発。本社を名古屋市西区名駅に移転。東京営業所を東京都新宿区市谷台町に移転。
  - 11月6日 - 電子書籍配信サービス『めちゃコミ（現・まんがセゾン）』サービス開始。
- 2007年
  - 2月 - コンテンツ配信プラットフォーム「Contents Agency System（CAS）」の提供開始
  - 4月16日 - クラブ系総合着うたフルサイト「クラブZIONフル」サービス開始。
  - 5月24日 - 待ちうたサービス「レゲエZION・コール」サービス開始。
  - 7月19日 - プライムワークスと共同で、ウィルコムが提供するオフィシャル電子ブックサービス「W+Book（ダブリューブック）」へのシステム提供と事務局の運営を開始。
  - 8月6日 - 日本文芸社公式携帯コミックサイト「ニチブンDコミックス」を開始。
  - 9月3日 - 手塚治虫公式電子書籍サイト「まんがの虫DX」を開始。
  - 10月 -  徳島県那賀郡那賀町に徳島木頭事業所を開設。東京営業所を東京都千代田区一ツ橋に移転。
  - 11月19日 -  呼び出し音を好みの音源に変えられる「メロディコール」サービスに対応した「レゲエZIONコール」を開始。
- 2008年
  - 3月27日 - アニメ系着うたフルサイト「アニメフリークフル」を開始。
  - 3月27日 - ケータイコミック情報誌「ポケコミ」を開始。
  - 4月3日 - 東海地区のラジオ局「ZIP-FM」にて、レゲエZIONの人気着うたカウントダウンを行う番組『REGGAE ZION THE RADIO』の放送がスタート。
  - 4月21日 - 着うたフルサイト「アロハ!!サーフZION」を開始。
  - 6月10日 - 東映と協業し、モバイル向け映像配信サービス「東映特撮BBモバイル」を開始。
  - 6月10日 - 「ミナミの帝王」など映画も見放題コーナーも充実したモバイル動画サイト「シネマドゥ」を開始。
  - 7月7日 - アニメシリーズを集めたモバイル動画配信サービス「アニメドゥ」を開始。
  - 8月4日 - 日本・全世界の妖怪1300体を映像化したモバイル動画配信サイト「水木しげる妖怪全集 妖鬼化（ムジャラ）」を開始。
  - 8月4日 - レゲエの動画サイト「レゲエZION the MOVIE」を開始。
  - 8月21日 - USENが運営する「モバイルGyaO」に電子書籍配信システムを提供開始。
  - 10月20日 - 手塚治虫のアニメ専門モバイル動画サイト「手塚治虫アニメワールド」を開始。
  - 11月4日 - レーベルモバイルに電子書籍配信システムを提供し、電子書籍サイト「コミチョク」を開始。
  - 11月26日 - サイバープラスと提携し、携帯小説家及び漫画家育成サイト「ポケスペクリエイターズ」を開始。
  - 12月29日 - 面白法人カヤックとモバイル展開で業務提携し、『キもゲーTown』コンテンツの配信を開始。
- 2009年
  - 1月19日 - レゲエ専門待ちうけFLASH・きせかえ・デコメ配信サイト「レゲエZION Style」サービス開始
  - 4月20日 - 着うたフルサイト「アニメフリークフル」を開始。
  - 9月17日 -  総合クラブ系メロディーコールサイト「クラブZIONコール」を開始。
  - 10月 - 本社を名古屋市中区錦に移転。
  - 11月5日 - 「週刊コミックバンチ」を携帯電話向けにまるごと配信する『週刊モバイルバンチ』をオープン。
  - 11月24日 - 中部日本放送と協業し、モバイル電子書籍サイト「hicbcブックス」をオープン
  - 12月21日 - HIPHOP専門レーベル「HOOD SOUND」の公式着うたフルサイト『DE-LUXE powered by HOOD SOUND』を開始。
  - 12月21日 - ナノ・メディアとの協業による、きせかえコンテンツサイト 『Artist Style（アーティストスタイル）』を開始。
- 2010年
  - 3月23日 - 手塚治虫のマンガを読み放題できる「手塚治虫∞見放題」を開始。
  - 4月14日 - NTTドコモの電子書籍ポータル『iMenuブック』にデジタルコンテンツ配信システム『CAS』を提供。
  - 6月30日 - きせかえコンテンツ配信に特化したASPサービス『CAS for きせかえ』を提供。
  - 7月20日 - 小学館のアクティブなシニア層向けモバイルサイト「まいにちサライ」にメディアドゥのデジタルコンテンツ配信システム『CAS』が採用。
  - 10月28日 - ノース・スターズ・ピクチャーズと提携し、月刊コミックゼノン全作品をドコモのAndroid端末に無料配信を開始。
  - 10月28日 - NTTドコモのAndroid端末向けに電子書籍ビューア『MD Book viewer（エムディブックビューア』を提供。
  - 11月4日 - ソフトバンクモバイルのAndroid端末向けに電子書籍ビューア『MD Book viewer』および配信システムを提供。
  - 12月15日 - デジタルガレージとの事業提携および資本提携。
  - 12月20日 - カルチュア・コンビニエンス・クラブとの業務提携および資本提携。
- 2011年
  - 3月 - 2Dfactoが運営する電子書店『honto』へアンドロイド端末向けデジタル取次を開始。
  - 5月16日- ソーシャルゲーム 「BADBOYS」をGREEで提供開始。
  - 6月 - ブックリスタへ電子書籍コンテンツの取次を開始。
  - 6月30日 - TSUTAYAの「TSUTAYA.com eBOOKs」に電子書籍コンテンツと電子書籍配信システム『CAS』を提供。
  - 12月 - 紀伊國屋書店に電子書籍コンテンツの取次を開始。
- 2012年
  - 1月10日 - ソーシャルゲーム 「花の慶次」をGREEで提供開始。
  - 1月16日 - ソーシャルゲーム 「QP」をGREEで提供開始。
  - 2月 - スマートフォン向け音楽配信サービスとして国内初DRMフリーMP3配信を開始。
  - 5月 - スマートフォン向け電子書籍配信ストアソリューション「CAS」の提供開始。電子書籍ビューア「MD HyBook Reader」を提供開始。
  - 12月20日 - ソフトバンクモバイルとの協業で全国の書店店頭でも電子書籍が購入できる総合電子書籍サービス『スマートブックストア』の提供開始。
  - 12月 - ベストクリエイトとの協業で電子書店『いつでも書店』を提供開始。
- 2013年
  - 4月9日 - 無料通話・無料メールアプリ「LINE」上で展開するLINE株式会社の「LINEマンガ」向けに電子書籍コンテンツを一社提供開始。
  - 11月 - リクルートライフスタイルと共同で電子書店『ポンパレeブックストア』の提供開始。
  - 11月 - 東京証券取引所マザーズに株式を上場。
  - 12月10日 - アムタスが運営する電子書店『ekubostore』へ電子書籍コンテンツ配信エンジン『md-dc』の提供開始。
- 2014年
  - 5月 - 電子図書館プラットフォーム最大手の米国OverDrive,Inc.と戦略的業務提携。
  - 7月2日 - 医学書院、ACCESSと共同で医療系学生向け電子教科書サービスを提供開始。
  - 7月3日 - 米国Scribdへ日本のコンテンツを独占的に提供開始。
  - 8月 - 本社を愛知県名古屋市中区から東京都渋谷区に移転[1]。
  - 10月1日 - リアライズ・モバイル・コミュニケーションズと共同で電子コミック専門ストアアプリ『Trision Books（後のコミなび+）』を提供開始。
  - 10月8日 - LINE、講談社、小学館と共に『LINEマンガ』のグローバル展開のための合弁会社LINE Book Distribution株式会社を設立。
  - 12月18日 - デジタル絵本ストアアプリ『Toyboo!（トイブー!）』をサービス開始。
- 2015年
  - 5月 - タテヨコ自在読み機能「ユニバーサルフリック」を掲載したビューアアプリ「MD Viewer」を提供開始。
  - 6月18日 - 韓国Mr. Blue社の『Mr. Blue』へ日本のマンガコンテンツを提供開始。
  - 6月25日 -  講談社の米国関連会社Kodansha Advanced Media LLC.から講談社作品の電子配信業務を受託。
  - 7月1日 - Amazon.co.jpの「プリント・オン・デマンド（POD）」向けにコミックの専属取次契約を締結。
  - 7月14日 - 龍ケ崎市立中央図書館にOverDriveの電子図書館システムを提供開始。
  - 08月26日 - 大和リビングマネジメントと連携し、1日30分電子書籍が読み放題の『D-room Books』を提供開始。
  - 8月28日 - インターネット広告事業へ参入し、あらゆるインターネット広告を一元配信管理可能なワンタグソリューション「Trans-AD」の提供開始。　
  - 9月 -  茨城県潮来市立図書館にOverDriveの電子図書館システムを提供開始。
  - 10月07日 - 大和リビングの電子書店『HeartOne BooKs』に電子書籍システム並びに電子書籍コンテンツの提供を開始。
  - 10月28日 - 楽天の「楽天いどうとしょかん」にOverDriveの電子図書館システムを提供開始。
  - 11月05日 - 台湾版「LINE Manga」へ電子書籍システム及び電子書籍コンテンツの提供開始。
  - 11月12日 - 講談社作品の英語翻訳版を米国OverDrive電子図書館向けに提供開始。
  - 11月27日 - Amazia社が運営する電子コミックアプリ『マンガBANG!』配信プラットフォーム提供と講談社コミック作品のコンテンツ取次を開始。
- 2016年
  - 2月 - 東京証券取引所市場第一部に市場変更[2]。
  - 4月 - ビューアアプリ『MD Viewer』に関する日本特許等の取得及び海外出願
  - 4月1日 - 国立大学法人福井大学附属図書館にOverDriveの電子図書館システムを提供開始。
  - 4月20日 - 楽天のスマートフォン向け電子コミックサービス『楽天マンガ』へ電子書籍コンテンツと電子書籍配信ソリューションの提供開始。
  - 4月27日 - 判例タイムズグループの株式会社リーガルアーカイブスの電子配信サービス『リーガルアーカイブス』への配信ソリューションの提供開始。
  - 5月 - 香川県「まんのう町立図書館」へ OverDriveの電子図書館サービスを提供開始。
  - 6月 - 海外マーケットでの電子書籍の取次・配信事業拡大を推進するため、米国カリフォルニア州サンディエゴ市に、子会社「Media Do International, Inc.」を設立。
  - 7月 - 本社を東京都千代田区に移転。
  - 8月26日 - 子どもSNSを展開するCreatubbles社と資本業務提携。
  - 9月1日 - 社員教育と福利厚生をサポート法人向け電子書籍販売サービス『bizbook』の提供開始。
  - 11月1日 - 書籍の要約サービスを提供するフライヤーの株式取得、子会社化。
  - 11月1日 - ヴィアックスへ OverDriveの電子図書館システムを提供開始。
  - 10月28日 - アドバンスとの協業による店舗向け電⼦雑誌配信サービス『マガマーデジタル』へ配信ソリューションと電子雑誌のコンテンツ取次を開始。
  - 12月7日 - ゲオインタラクティブが運営するゲオの店舗での電子コミックレンタル事業『GEOマンガ』へ電子書籍配信システム並びに電子書籍コンテンツの提供開始。
- 2017年
  - 1月24日 - マンガ情報メディア「マンガ新聞」の運営会社であるマンガ新聞の株式取得（子会社化）。
  - 1月31日 - 集英社と資本提携。
  - 2月1日 -  電子コミックのカラーリング・作画支援等の事業を目的とした、子会社アルトラエンタテインメント（新アルトラ社）を設立。
  - 2月15日 - TOPCOMICS JAPANの『コマーケット』へ電子書籍コンテンツと電子書籍配信ソリューションの提供開始。
  - 3月3日 - テック情報及び徳島データサービスとともにオペレーション業務を担う合弁会社（子会社）「メディアドゥテック徳島」設立。
  - 3月9日 - 講談社の『じぶん書店』へ電子書籍配信ソリューションの提供開始。
  - 3月31日 - 産業革新機構から電子取次の出版デジタル機構の株式を取得し、子会社化[6]。
  - 4月 - 北海道天塩町社会福祉会館図書室と埼玉県熊谷市立図書館にOverDriveの電子図書館システムを提供開始。
  - 4月6日 - ウェブブラウザー開発・提供のLunascapeの全株式を取得し、子会社化[7]。
  - 4月18日 - 韓国の大手漫画配信サービス「TOPTOON」へ日本の漫画コンテンツを独占的に提供開始。
  - 5月1日 - アルトラエンタテインメント（旧・アルトラ社）から、当社の子会社にエンタテインメント事業を譲受[8]。
  - 5月18日 - NHN comicoの『comico PLUS』に電子書籍配信ソリューションの提供開始。
  - 5月31日 - インターネット総合研究所及び同社のグループ会社であるエーアイスクエアと資本業務提携[9]。
  - 6月 - 近畿大学中央図書館へOverDriveの電子図書館サービスを提供開始。
  - 6月1日 - 株式交換により出版デジタル機構を完全子会社化。
  - 6月29日 - マンガ及びイラストのデジタル制作・配信プラットフォームを開発・提供するMediBangとの資本業務提携。
  - 7月 - 岩手県矢巾町「やはぱーく」図書センターへOverDriveの電子図書館サービスを提供開始。
  - 7月3日 - 毎日新聞社、ブロードバンドタワーとともにベンチャーのスタートアップ支援を行う合弁会社「毎日みらい創造ラボ」を設立。
  - 8月3日 - トーセからリブリカの株式を取得し、リブリカと資本提携。
  - 9月1日 - 社名を株式会社メディアドゥホールディングスに変更し、持株会社体制へ移行。新設承継会社（完全子会社）として株式会社メディアドゥ（2代目法人）を設立し、電子書籍事業、音楽・映像事業、ゲーム事業及び広告・広告代理事業並びにこれらの関連事業を継承[10]。
  - 10月17日 - 子会社出版デジタル機構、紙書籍のWEB販促ツールNetGalley日本版のサービスを開始。
  - 10月25日 - 子会社のメディアドゥが、ピクシブが展開するpixivコミック内の『pixivコミックストア』に電子書籍コンテンツの取次と配信ソリューションの提供を開始。
  - 12月13日 - 子会社のメディアドゥが、BOOK☆WALKERと海外へのコンテンツ配信契約を締結。
  - 12月21日 - メディバンが運営するペイントツール「メディバンペイント」の連携サービスである総合プラットフォーム『メディバン 』とアプリ版のマンガ配信サービス『メディバンマンガ 』に対し、電子書籍コンテンツの取次と配信ソリューションの提供を開始。
- 2018年
  - 1月 - 韓国大手電子書店「YES24」へのビューア提供開始。
  - 2月 - 静岡県浜松市への電子図書館サービス「OverDrive Japan」を提供を開始。
  - 3月 - ハリウッドチャンネル株式会社が展開する電子コミック配信サービス「クランクイン！コミック」への電子書籍コンテンツ取次と配信ソリューションの提供を開始。
  - 4月 - 徳島県阿南市立図書館へ電子図書館サービス「OverDrive Japan」を提供を開始。
  - 4月 - 工学院大学附属中学校・高等学校に電子図書館サービスの提供を開始。
  - 5月 - 北米電子書籍献本サイト「NetGalley」への日本書籍の掲載取次サービスを開始。
  - 6月22日 - 兵庫県神戸市への電子図書館サービス「Rakuten OverDrive」を提供を開始。
  - 7月2日 - 大阪府大阪市への電子図書館サービス「Rakuten OverDrive」を提供を開始。
  - 7月10日 - GYAO!より電子コミック閲覧サービス「マンガ図書館Ｚ」を運営する株式会社Jコミックテラスの株式取得（子会社化）[11]。
  - 10月 - 音声自動文字起こし・AI要約サービス「Smart書記」が徳島県庁で本格運用開始[12]。
  - 12月 - インターネット技術の世界的標準化推進団体「W3C (World Wide Web Consortium)」に加盟。
  - 12月 - リブリカを完全子会社化[13]。
- 2019年
  - 1月 - 官公庁向けのデータ入力業務を手掛ける株式会社徳島データサービスを簡易株式交換によって子会社化[14]。
  - 2月 - 子会社のメディアドゥ（2代目法人）とリブリカが合併[15]。
  - 3月 - 子会社の出版デジタル機構とメディアドゥ（2代目法人）が合併し、株式会社メディアドゥ（3代目法人）に商号変更[16]。
  - 3月 - 子会社の出版デジタル機構（2代目法人、後のメディアドゥペイメント）を設立。
  - 3月 - 子会社のMedia Do International, Inc.を通じてMyAnimeList, LLCの株式をDeNA Corp.より取得し、子会社化[17][18]。
  - 4月 - Bilibili Inc.と提携し、同社が開始するデジタルマンガ配信サービス「哔哩哔哩漫画」への日本原作マンガの本格供給を開始[19]。
  - 5月 - Tマガジンが運営する月額定額制電子雑誌読み放題サービス「Tマガジン」に、電子コンテンツ配信システムの提供および電子雑誌の取次を開始[20]。
  - 7月 - 旧システム「md-dc」からAmazon Web Servicesを活用した新電子書籍流通システムに移行[21]
  - 8月30日 - ポプラ社よりジャイブの全株式を取得（子会社化）[22]。
  - 9月2日 - ジャイブが宙出版より少女コミックレーベルを刊行するネクスト編集部を譲受し、中小出版社のデジタルトランスフォーメーションを後押しする「インプリント事業」を開始[23]。
  - 10月 - 完全連結子会社である徳島データサービスの全株式をテック情報社に譲渡。
  - 12月 - メディアドゥ（3代目法人）とLunascapeが合併[24][25]
- 2020年
  - 1月 - 一般社団法人徳島新聞社、四国放送、阿波銀行、徳島大正銀行と共同で一般社団法人徳島イノベーションベースを設立。
  - 3月 - 音声自動文字起こしサービス「Smart書記」事業に関する権利義務を、エピックベースへ会社分割（吸収分割）により譲渡[26]。
  - 6月 - メディアドゥホールディングスが、完全子会社であるメディアドゥ（3代目法人）を吸収合併し、株式会社メディアドゥに商号変更[27]
  - 10月 - 子会社としてMyAnimeListを設立し、MyAnimeList, LLCより世界最大級のアニメ・マンガのコミュニティサイト「MyAnimeList（マイアニメリスト）」に関連する事業を譲受。
- 2021年
  - 1月21日 - フリーミアム型マンガアプリの開発から運用・保守（マンガ事業）、並びに2.5 次元／声優に特化した動画配信サービス（FanTech 事業）を展開するNagisaの株式取得（子会社化）[28]。
  - 1月29日 - 連結子会社であるMedia Do International, Inc.を通じてFirebrandグループ（出版ワークフロー管理や書誌情報管理サービスを提供するQuality Solutions, Inc.、書籍のWebマーケティングツール「NetGalley」を提供するNetGalley, LLC）の株式及び持分を取得（孫会社化）[29]
  - 3月30日 - RIZAPグループより日本文芸社の発行済全株式を15億円で取得し、日本文芸社を完全子会社化[30]。
  - 4月12日 - 紙出版の取次大手・トーハンと資本業務提携[31]。トーハンの筆頭株主となる。
  - 10月5日 - VR電子書籍ビューア「XRマンガ」を開発し、自社運営電子書店「コミなびVR」への供給を開始[32]
  - 10月12日 - ブロックチェーン技術を基盤とするメディアドゥ開発のNFTマーケットプレイス「FanTop（ファントップ）」のサービスを開始[33]
  - 10月21日 -  株式会社BITZと資本業務提携。
  - 12月14日 - ソーシャル映像視聴アプリ「GREET」（グリート）の提供を開始[34]
  - 12月14日 - DeNAよりエブリスタの発行済株式の70％を10億円で取得し株式会社エブリスタを子会社化[35]。
- 2022年
  - 2月8日 - 連結子会社であるNetGalley UK Limitedを通じてSupadü Limitedの全株式を取得し、子会社化[36]。
  - 2月 - 電子書籍ファイル自動読み上げ技術を活用した視覚障害者向け電子図書館システム「アクセシブルライブラリー」を開発し、実証実験を実施[37]
  - 3月31日 - NTTドコモが保有する持ち分（30.0％）を追加取得し、株式会社エブリスタを完全子会社化[38]
  - 4月1日 - 株式会社インプレス R&DとのPOD事業の共同新設分割により株式会社PUBFUNを設立[39]
  - 4月1日 - バスケットボールクラブ運営法人「株式会社がんばろう徳島」を設立
  - 4月4日 - 東京証券取引所の市場区分の見直しにより、東証プライム市場へ移行
  - 6月1日 - 株式会社光和コンピューターとの共同開発の電子書籍の売上印税管理システム「PUBNAVI（パブナビ）」の正式サービス開始
  - 6月 - オリジナル作品の制作を目的として韓国StorySoop社に約2.5億円（持株比率約10%）の投資を実施
  - 7月11日 - 株式会社クレディセゾンと資本業務提携し、電子コミック配信サービス「コミなび」を「まんがセゾン」にリニューアル[40]
  - 9月21日 - 縦スクロールコミック専門の新レーベル「YUZU comics」（ユズコミック）を設立
  - 12月7日 - 縦スクロールコミック制作などを手がける韓国Contents Lab. Blueに約5億円（持株比率約6.76%）の投資を実施[41]
- 2023年
  - 1月31日 - 株式会社Nagisaの全株式を株式会社Nagisa代表取締役である横山佳幸へ譲渡
  - 5月 - 株式会社Jコミックテラスの保有株式のすべてをINCLUSIVE子会社株式会社ナンバーナインへ譲渡[42]
  - 8月18日 - 韓国CONIST Co., Ltd.と縦スクロールコミック事業における戦略的パートナーシップ契約を締結[43]
  - 12月 - 当社及び株式会社MyAnimeListが海外向け電子コミック配信サービス提供に向けて株式会社NTTドコモ、株式会社アカツキ、株式会社HykeComicと業務提携[44]
- 2024年
  - 6月 - 株式会社カカオピッコマが運営する電子マンガ・ノベルサービス「ピッコマ」と、電子書籍データファイルの納品に関するシステム連携を開始[45]
  - 6月 - マイナンバーカード・デジタルIDを活用した自治体や企業の課題解決・新規事業創出を総合的に支援するGovtechスタートアップxID株式会社と連携し、子育て世代向け書籍に特化した電子図書館サービス「ちいさな子育て図書館」を自治体向けに提供開始[46]
- 2025年
  - 2月20日 - 株式会社フライヤーの株式を東証グロースに上場
  - 2月14日 - 株式会社アムタスとの電子書籍取次の取引拡大に向けた業務提携に関する基本合意書締結
  - 2月28日 - 株式会社エブリスタの全株式を、株式会社アムタスに譲渡[47]
  - 4月 - 株式会社MyAnimeListの保有する全株式を、株式会社Gaudiyに譲渡[48]

## グループ会社
- 株式会社メディアドゥテック徳島 - テック情報グループとの合弁会社。システム開発受託、オペレーション業務受託、ソフトウェア開発・提供。
- 株式会社日本文芸社 - 出版社
- ジャイブ株式会社 - 紙書籍の流通
- アルトラエンタテインメント株式会社 - 電子コミックのカラーリング・作画支援等
- 株式会社フライヤー（57.1％） - 書籍の要約コンテンツを提供するサービス「flier」を運営
- Media Do International, Inc.（アメリカ合衆国）
  - Quality Solutions, Inc. - 出版ワークフロー管理、書誌情報管理サービスの提供
  - NetGalley LLC - 書籍のWebマーケティングツール「NetGalley」の提供
    - NetGalley UK Limited - 書籍のWebマーケティングツール「NetGalley」の提供
      - Supadü Limited - 出版社向けウェブサイト構築とeコマースプラットフォーム提供

    - NetGalley France SARL - 書籍のWebマーケティングツール「NetGalley」の提供
- 株式会社がんばろう徳島（68%）

## 関連会社
- テック情報株式会社（25%）
- 株式会社PUBFUN（49%） - プリントオンデマンド（POD）出版サービス「ネクパブ・オーサーズプレス」「PUBRID」の運営。